# Bahariasaurus
Famille
Genre
Espèce
Bahariasaurus est un genre de dinosaures théropodes ayant vécu au cours du Crétacé, il y a environ 95 millions d'années. Il tire son nom de la région d'Égypte où il fut découvert (Al-Bahariya). Des restes de ce dinosaure carnivore furent aussi trouvés au Niger. Il mesurait 8 mètres de long et ressemblait un peu au Tyrannosaurus.